# Campeonato Mundial de Esgrima de 1997
El LIX Campeonato Mundial de Esgrima se celebró en Ciudad del Cabo (Sudáfrica) entre el 13 y el 19 de julio de 199 bajo la organización de la Federación Internacional de Esgrima (FIE) y la Asociación Sudafricana de Esgrima.

## Medallistas

### Masculino
| Evento              | Oro                                                                                   | Plata                                                                                    | Bronce                                                                           |
| ------------------- | ------------------------------------------------------------------------------------- | ---------------------------------------------------------------------------------------- | -------------------------------------------------------------------------------- |
| Florete individual  | Serhi Holubytsky · Ucrania                                                            | Kim Young-Ho Corea del Sur                                                               | Lionel Plumenail Francia Wang Haibin China                                       |
| Florete por equipos | Lionel Plumenail Olivier Lambert Franck Boidin Patrice Lhôtellier Laurent Bel Francia | Rolando Tucker León · Óscar García Pérez · Elvis Gregory · Ignacio González · Cuba       | Daniele Crosta · Alessandro Puccini · Stefano Cerioni · Salvatore Sanzo · Italia |
| Espada individual   | Éric Srecki Francia                                                                   | Pavel Kolobkov · Rusia                                                                   | Robert Andrzejuk · Polonia · Robert Leroux · Francia                             |
| Espada por equipos  | Nelson Loyola Torriente · Iván Trevejo · Carlos Pedroso · Cuba                        | Arnd Schmitt · Michael Flegler · Marc-Konstantin Steifensand · Elmar Borrmann · Alemania | Angelo Mazzoni · Sandro Cuomo · Alfredo Rota · Maurizio Randazzo · Italia        |
| Sable individual    | Stanislav Pozdniakov · Rusia                                                          | Luigi Tarantino · Italia                                                                 | Rafał Sznajder · Polonia · Damien Touya · Francia                                |
| Sable por equipos   | Damien Touya Jean-Philippe Daurelle Gaël Touya Mathieu Gourdain Francia               | Stanislav Pozdniakov · Serguei Sharikov · Grigori Kiriyenko · Alexandr Shirshov · Rusia  | Domonkos Ferjancsik · József Navarrete · György Boros · Csaba Köves · Hungría    |

### Femenino
| Evento              | Oro                                                                                     | Plata                                                                     | Bronce                                                                     |
| ------------------- | --------------------------------------------------------------------------------------- | ------------------------------------------------------------------------- | -------------------------------------------------------------------------- |
| Florete individual  | Giovanna Trillini · Italia                                                              | Sabine Bau · Alemania                                                     | Diana Bianchedi · Italia · Monika Weber · Alemania                         |
| Florete por equipos | Giovanna Trillini · Diana Bianchedi · Valentina Vezzali · Annamaria Giacometti · Italia | Laura Badea · Reka Lazăr-Szabo · Roxana Scarlat · Mioara David · Rumania  | Sabine Bau · Monika Weber · Rita König · Gesine Schiel · Alemania          |
| Espada individual   | Mirayda García Soto · Cuba                                                              | Zuleidis Ortiz Fuente · Cuba                                              | Taymi Chappé · España · Gyöngyi Szalay · Hungría                           |
| Espada por equipos  | Gyöngyi Szalay · Adrienn Hormay · Tímea Nagy · Hajnalka Király · Hungría                | Imke Duplitzer · Claudia Bokel · Katja Nass · Eva-Maria Ittner · Alemania | Laura Flessel Sophie Moressée-Pichot Valérie Barlois Elsa Girardot Francia |

## Medallero
| Núm. | País          | Oro | Plata | Bronce | Total |
| ---- | ------------- | --- | ----- | ------ | ----- |
| 1    | Francia       | 3   | 0     | 4      | 7     |
| 2    | Cuba          | 2   | 2     | 0      | 4     |
| 3    | Italia        | 2   | 1     | 3      | 6     |
| 4    | Rusia         | 1   | 2     | 0      | 3     |
| 5    | Hungría       | 1   | 0     | 2      | 3     |
| 6    | Ucrania       | 1   | 0     | 0      | 1     |
| 7    | Alemania      | 0   | 3     | 2      | 5     |
| 8    | Corea del Sur | 0   | 1     | 0      | 1     |
| 8    | Rumania       | 0   | 1     | 0      | 1     |
| 10   | Polonia       | 0   | 0     | 2      | 2     |
| 11   | China         | 0   | 0     | 1      | 1     |
| 11   | España        | 0   | 0     | 1      | 1     |
|      | TOTAL         | 10  | 10    | 15     | 35    |